# Old Fashioned
Old Fashioned je koktejl vyrobený smícháním cukru s bitters a vodou s whisky (typicky žitnou, nebo bourbonskou), nebo brandy. Bývá ozdoben plátkem pomeranče nebo citronovou kůrou a koktejlovou třešní. Tradičně se podává s ledem ve sklenici nazývané Old fashioned glass (někdy také označované jako rock glass).
Koktejl byl poprvé namíchán na počátku 19. století, ale ještě ne pod svým současným názvem. Jméno Old Fashioned získal až v 80. letech 19. století. Jedná o oficiální koktejl International bartenders association (IBA).Je také jedním ze šesti základních drinků zmíněných v knize Davida A. Emburyho The Fine Art of Mixing Drinks.